# صموئيل إتش كوفمان
صموئيل إتش كوفمان (بالإنجليزية: Samuel H. Kaufman)‏ هو قاضي ومحامي أمريكي، ولد في 26 أكتوبر 1893 في نيويورك في الولايات المتحدة، وتوفي في 5 مايو 1960.